# Рассвєт (Астраханська область)
Рассвєт (рос. Рассвет) — село у Нарімановському районі Астраханської області Російської Федерації.
Населення становить 1396 осіб (2014). Входить до складу муніципального утворення Рассвєтська сільрада.

## Історія
Населений пункт розташований на території українського етнічного та культурного краю Жовтий Клин. Від 1931 року належить до Нарімановського району.
Згідно із законом від 6 серпня 2004 року органом місцевого самоврядування до 1 вересня 2016 року було Рассвєтська сільрада.

## Населення
| 2002 | 2010  | 2012  | 2013  | 2014  |
| ---- | ----- | ----- | ----- | ----- |
| 1464 | ↘1338 | ↘1244 | ↗1370 | ↗1396 |